# Navelstrengslagader

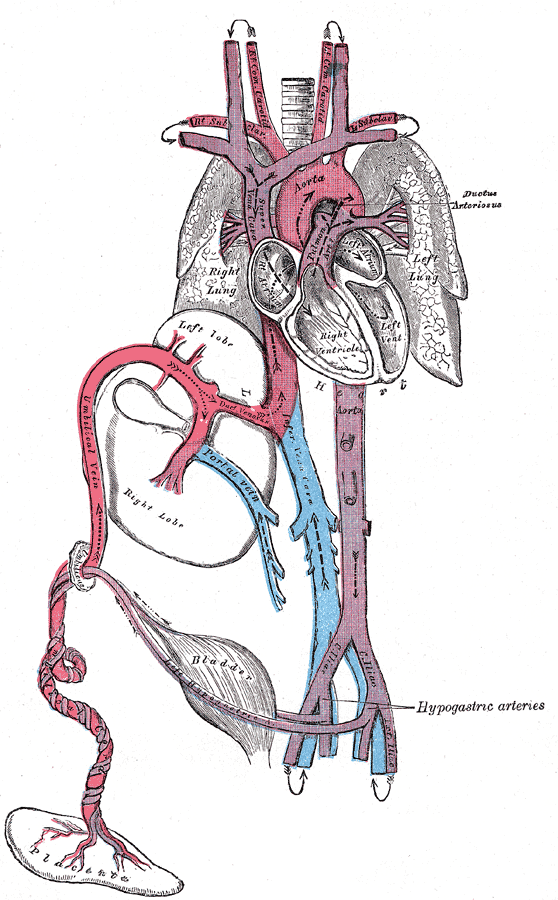
Foetale bloedcirculatie; de navelstrengader is het grote, rood gekleurde bloedvat helemaal links. De navelstrengslagaders zijn paars gekleurd en wikkelen zich om de navelstrengader.

Navelstreng

De navelstrengslagader of arteria umbilicalis is een gepaarde slagader (één voor elke helft van het lichaam) die zich in de buik- en bekkenregio bevindt en die met de navelstreng door de navel loopt. De twee navelstrengslagaders ontstaan in de buikholte als takken van de aorta. De navelstrengslagaders zijn een van de twee slagaders in het menselijk lichaam die zuurstofarm bloed vervoeren, de andere zijn de longslagaders. De druk in de navelstrengslagaders is ongeveer 50 mmHg. De weerstand tegen de bloedstroom neemt af tijdens de ontwikkeling naarmate de slagader breder wordt.
De navelstrengslagaders transporteren zuurstofarm bloed naar de placenta van de foetus. Hoewel dit bloed doorgaans zuurstofarm wordt genoemd, is dit bloed foetaal systemisch slagaderlijk bloed en zal het dezelfde hoeveelheid zuurstof en voedingsstoffen bevatten als bloed dat naar de andere foetale weefsels gaat. Er zijn gewoonlijk in de navelstreng twee navelstrengslagaders aanwezig samen met één navelstrengader (vena umbilicalis). De navelstrengader voorziet de foetus van zuurstof en voedingsstoffen. De navelstrengslagaders omringen de urineblaas en voeren vervolgens al het zuurstofarme bloed van de foetus via de navelstreng af. In de placenta verbinden de navelstrengslagaders zich met elkaar op een afstand van ongeveer 5 mm van de navelstrenginsertie in wat de ductus venosus wordt genoemd. Vervolgens vertakken ze zich in chorionslagaders of intraplacentale foetale slagaders.
De navelstrengslagaders zijn in feite het voorste deel van de arteria iliaca interna en behouden een deel van deze functie na de geboorte.
De navelstrengslagaders gaan na de geboorte achteruit. Een deel verdwijnt en wordt het ligamentum umbilicale mediale (niet te verwarren met het ligamentum umbilicale medianum, een andere structuur die het overblijfsel van de embryonale urachus vertegenwoordigt). Een deel blijft open als een tak van het voorste gedeelte van de arteria iliaca interna. De navelstrengslagaders vormen de twee arteriae vesicales superiores (bovenste blaasslagaders). Bij mannen vormen ze ook de twee slagaders naar de zaadleiders, die bij sommige individuen ontspringt aan de arteria vesicalis inferior (onderste blaasslagader).

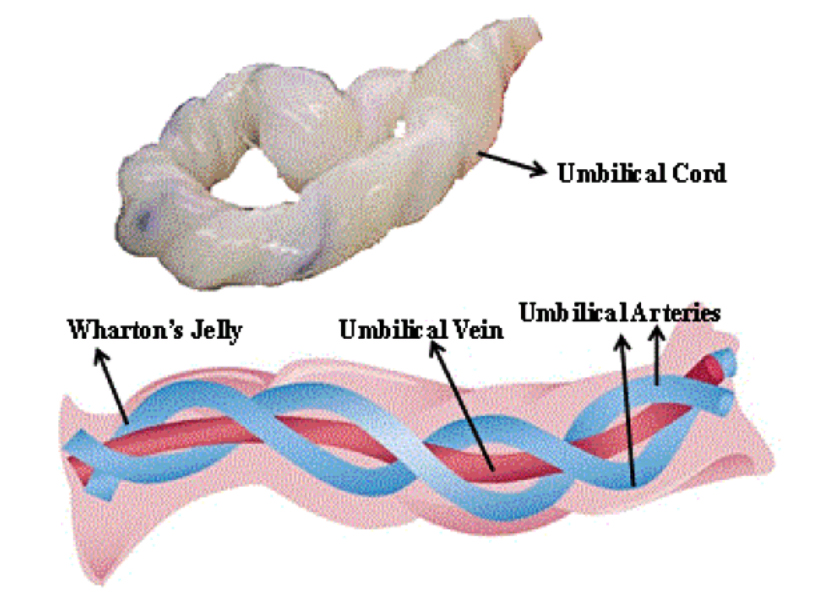
Navelstreng
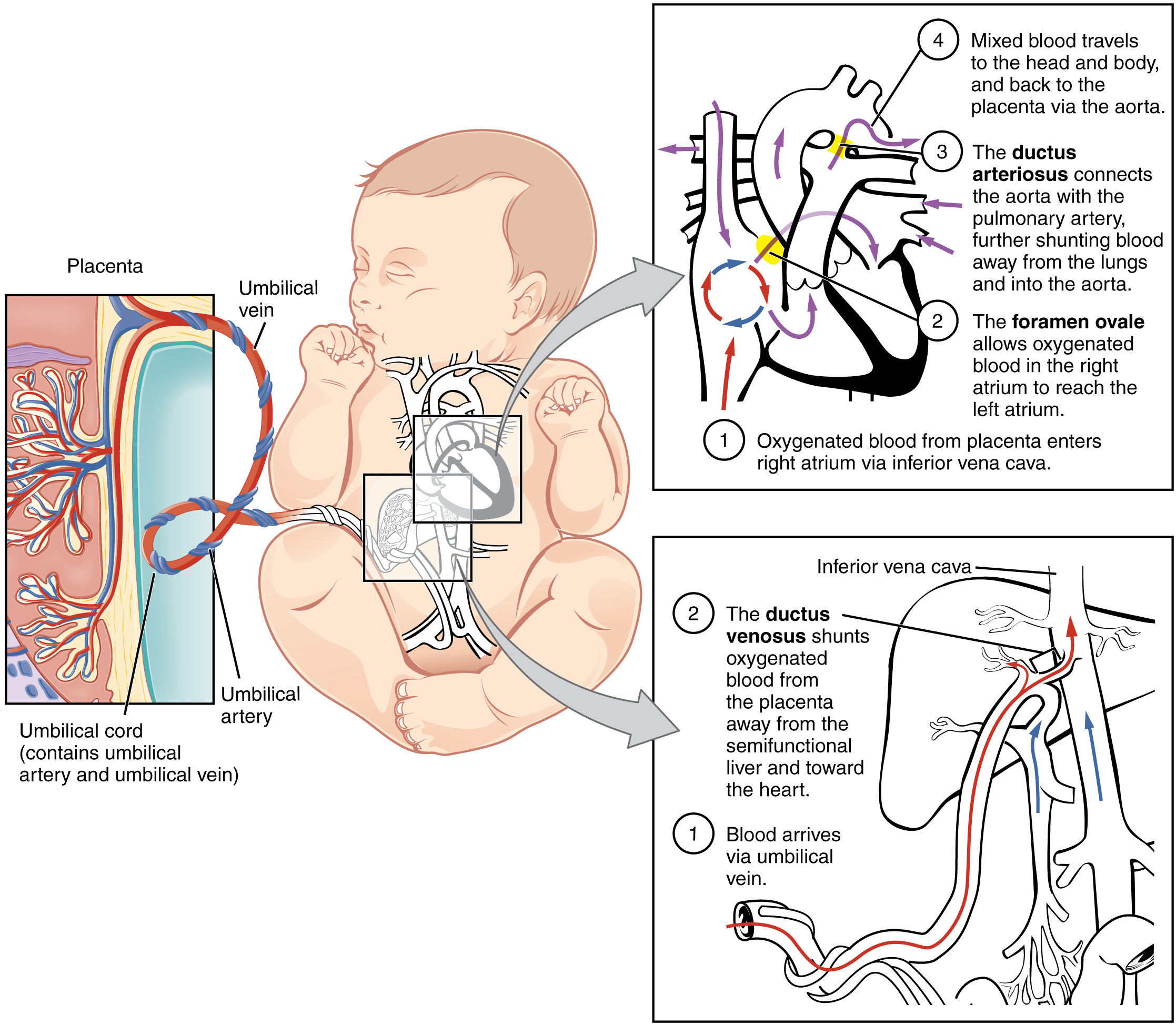
Foetale bloedsomloop
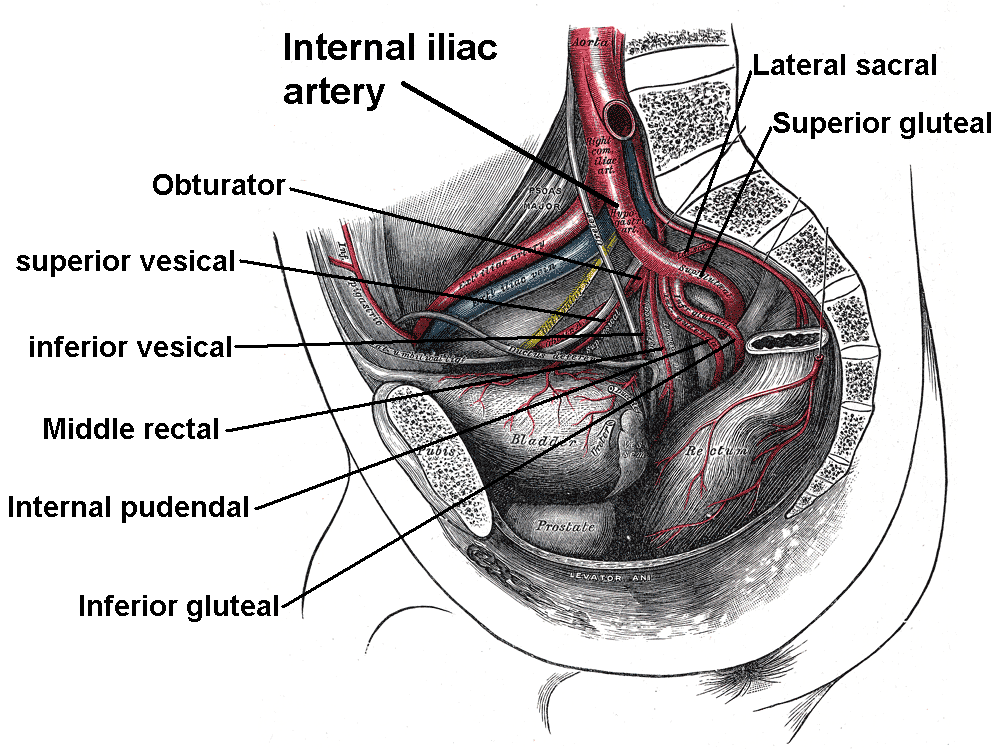
Slagaders in het bekken van mensen.